# Facultad de Medicina y Enfermería (Universidad de Córdoba)
La Facultad de Medicina y Enfermería de la Universidad de Córdoba es un centro universitario público donde se imparte las enseñanzas para obtener las titulaciones de medicina, fisioterapia y enfermería. Constituido por dos edificios separados (El norte, antigua Facultad de Medicina, y el edificio sur, antigua casa de la Escuela Politécnica Superior de Córdoba antes de su traslado al Campus Universitario de Rabanales), se sitúa en la zona de ciudad sanitaria, donde podemos encontrar los mayores complejos hospitalarios de la ciudad de Córdoba conformados por el Hospital Universitario Reina Sofía y el Hospital Provincial.

## Departamentos
La facultad se estructura en los siguientes departamentos:
- Biología Celular, Fisiología e Inmunología
- Bioquímica y Biología Molecular
- Ciencias Morfológicas
- Enfermería
- Especialidades Médico Quirúrgicas
- Farmacología, Toxicología y Medicina Legal y Forense
- Medicina (Medicina, Dermatología y Otorrinolaringología)
- Microbiología
- Ciencias Sociosanitarias, Radiología y Medicina Física

## Grados y licenciaturas
En esta facultad se imparten las siguientes titulaciones:

### Grados
- Grado de Medicina[2]
- Grado de Enfermería[3]
- Grado de Fisioterapia[4]

### Licenciaturas en extinción
- Licenciatura de Medicina[5]

## Dirección del centro
Desde el año 2016, el Profesor Dr. D. Luis Jiménez Reina (Profesor del Área de Anatomía Humana) ostenta el cargo de Decano de la Facultad.
El resto del equipo directivo está compuesto por: 
- Vicedecano de Ordenación Académica y Estudiantes: Prof. Dr. D. Fernando Labella Quesada (Área de Oftamología)
- Vicedecano de Relaciones Internacionales: Prof. Dr. D. Ignacio Jimena Medina (Área de Histología)
- Vicedecano de Relaciones Hospitalarias de Enfermería: Profa. Dra. Dña. Pilar Lora López (Área de Enfermería)
- Vicedecano de Relaciones Hospitalarias de Medicina: Prof. Dr. D. José López Miranda (Área de Medicina)
- Secretario del Centro: Prof. Dr. D. Eloy Girela López (Área de Medicina Legal y Forense)